# Mésosphère (manteau)
Pour les articles homonymes, voir Mésosphère (homonymie).
La mésosphère se rapporte au manteau inférieur de la Terre, dans la région entre l'asthénosphère et le noyau externe. C'est la plus épaisse couche de la Terre. À mesure que la profondeur augmente, la pression augmente. En laboratoire, cette pression est à l'origine de changements et de réarrangements des structures cristallines ; ainsi la différence entre la mésosphère et l'asthénosphère ne serait pas due à une différence de composition chimique, mais probablement à des facteurs physiques tels que la densité et la rigidité des matériaux. « Mésosphère » est souvent synonyme de « manteau inférieur », mais selon la définition des limites de l'asthénosphère, la mésosphère peut recouvrir une partie du manteau supérieur.